# Клейньян, Ян
Йоханнес Тёнис Клейньян (нидерл. Johannes Teunis Klijnjan; 26 февраля 1945, Папендрехт, Южная Голландия — 15 июня 2022, Дордрехт, Южная Голландия) — нидерландский футболист, играл на позиции полузащитника и нападающего.

## Биография

### Клубная карьера
Клейньян в течение шести сезонов играл за ДФК. В 1968 году перешёл в роттердамскую «Спарту», за которую играл в течение пяти сезонов. Всего во всех турнирах за «Спарту» сыграл 170 матчей и забил 67 голов, став в роттердамском клубе одним из ключевых игроков атаки. В 1973 году переехал во Францию, где в течение трёх сезонов играл за «Сошо», сыграв в Лиге 1 104 матча и забил 17 голов.
Закончил карьеру в клубе «Дордрехт», в котором играл в течение двух сезонов.

### Карьера в сборной
Дебютировал за сборную Нидерландов 13 сентября 1967 года в матче со сборной ГДР в рамках отбора на чемпионат Европы 1968 года — Нидерланды выиграли матч со счётом 1:0. Всего за сборную Нидерландов сыграл 11 матчей и забил 3 гола.

### Смерть
Скончался 15 июня 2022 года в Дордрехте в возрасте 77 лет.